# Pürten
Das Pfarrdorf Pürten ist ein Gemeindeteil und eine Gemarkung der Stadt Waldkraiburg im oberbayerischen Landkreis Mühldorf am Inn. Der Ort ist bekannt für seine Pfarr- und Wallfahrtskirche St. Mariä Himmelfahrt.

## Geographie
Pürten teilt sich in ein oberes (Oberdorf, mit Pfarr- und Wallfahrtskirche) und ein unteres Dorf (Unterdorf) auf der Kante einer Innniederterrasse.

## Geschichte
Im Jahr 1050 erfolgte die erste urkundliche Erwähnung Pürtens in einem Tauschvertrag zwischen Chadalhoch III. und seiner Frau Irmingardis mit dem Erzbischof Baldwin von Salzburg. Von 1177 bis 1803 war Pürten inkorporierte Pfarrei des Augustiner-Chorherrenstifts Au am Inn. Vom 14. Jahrhundert bis 1800 war sie Ziel einer bedeutenden Marienwallfahrt mit einem in Europa einzigartigen Wallfahrtskult mit einem heilkräftigen Buch der seligen Alta von Pürten (Gräfin Irmingard von Pürten). Die katholische Pfarr- und Wallfahrtskirche St. Mariä Himmelfahrt ist ein unverputzter Tuffquaderbau mit Polygonalchor, südlich angrenzender Gnadenkapelle und Westturm. Der gotische Neubau im 15. Jahrhundert entstand unter Einbeziehung der romanischen Südseite bzw. der unteren Turmgeschosse. Die Gnadenkapelle wurde 1628 bzw. der Kirchenbau wurden 1757 barockisiert. 1805 erfolgte die Errichtung der "königlichen" Pfarrei Pürten. Pürten wurde mit dem Gemeindeedikt von 1818 eine selbständige Gemeinde, die am 1. Januar 1974 nach Waldkraiburg eingemeindet wurde.

## Wappen
Geteilt; oben in drei Reihen Wolkenfeh von Blau und Silber, unten in Schwarz nebeneinander zwei sechsstrahlige goldene Sterne.